# Felvételi vizsga
A felvételi vizsga egy kiválasztási eljárás, melyet általában akkor alkalmaznak, amikor korlátozott darabszámú helyre a darabszámnál több, esetleg lényegesen több jelentkező van, vagy van várhatóan lesz. Az eljárás célja (manipulálatlan esetben) az adott szempontrendszer szerint a legkiválóbb jelöltek kiválasztása. Előfordul, hogy a felvételi vizsgát jogszabály vagy vizsgát alkalmazó szervezet írja elő, függetlenül a jelentkezők számától. Ez utóbbi esetben leggyakrabban a minőség biztosítása (minimális teljesítmény előírásával) a cél, vagy pl. szóbeli vizsga esetén a jelöltekkel való személyes találkozás garantálása miatt tartanak felvételi vizsgát.
Noha felvételi vizsgát gyakorlatilag bármilyen szervezet alkalmazhat, és gyakori a vállalathoz, céghez való felvétel esetében, Magyarországon a korábbi évtizedekben a fogalom elsősorban az oktatási intézményekbe való bekerüléssel kapcsolatosan volt használatos. Ezen belül is a fogalom – a középiskolai felvételi vizsga mellett – leginkább felsőoktatásba való bekerüléshez szükséges eljárásként volt ismeretes egyetemi, ill. főiskolai felvételi szókapcsolatban, e szövegösszefüggésben a "vizsga" szó leggyakrabban el is maradt. A korábbi évtizedekben a "felvételi" szó általában önmagában is valamely felsőoktatási intézménybe való felvételi vizsgára, vagy magára a vizsgafolyamatra utalt. Mára ez a forma és ez a szóhasználat alárendeltté vált, mert ma a magyarországi felsőoktatási felvételi eljárás határozza meg, hogy miként lehet felvételt nyerni a magyarországi felsőoktatási intézményekbe. A korábbi szóhasználat szerinti felvételi vizsga ma leginkább a mesterképzésben alkalmazott felvételi vizsgához hasonlítható.

## A felvételi vizsga formái
A felvételi vizsga lehet írásbeli, szóbeli, vagy gyakorlati, illetve ezen elemeket kombinálhatja. (Pl. korábban az egyetemi felvételik leggyakrabban írásbeli és szóbeli felvételiből álltak.)
Az írásbeli felvételi vizsgánál a jelölteknek általában azonos feladatokat adnak, és zárt helyen, ellenőrzött körülmények között, engedélyezett segédeszközökkel, vagy segédeszközök nélkül kell a jelölteknek a feladatokat megoldani. A feladatlapokat ezután bizottság vagy értékelők javítják, illetve értékelik, gyakran pontszámokat adva a feladatmegoldások helyessége és teljessége alapján.
A szóbeli felvételi vizsgánál a jelöltnek egy vizsgabizottság előtt kell számot adni a felkészültségéről. Szóbeli esetben a leggyakrabban a jelölteknek különböző kérdésekre kell válaszolniuk, vagy különböző feladatokat kell helyben megoldaniuk; itt az eljárás tisztességes lebonyolítását a hasonló nehézségű kérdésekből álló kérdéssor összeállítása és a kérdések/feladatok véletlenszerű kiadása (pl. tétel vagy témakör kihúzása) biztosíthatja.
A gyakorlati felvételi vizsgánál az adott szakterületen való gyakorlati jártasságot kell bizonyítania a jelöltnek, pl. egy konkrét munkadarab, ételféleség, tárgy elkészítésével vagy megmunkálásával, munkafolyamat bemutatásával, vagy valamely szakmailag releváns produkciót kell bemutatni (pl. tornamutatvány, zene- vagy énekszám, vers- vagy prózamondás, stb.)

## A középiskolai felvételi vizsga
A középiskolai felvételi vizsga manapság egyre elterjedtebb a középfokú tanulmányt nyújtó intézményekben. A vizsgán résztvevők 8 osztályos, 6 osztályos vagy 4 osztályos szakközépiskolákba, szakiskolákba illetve gimnáziumokba jelentkezhetnek. Hogyha valaki nem küldi be időben a jelentkezést, attól a vizsgázás jogát meg lehet vonni, és ez automatikusan ellehetetleníti a jelentkezést a vizsgát igénylő oktatási intézményekbe. A felvételit január végén vagy február elején rendezik meg központian, tehát mindenkinek ugyanazon a napon kell ezen részt vennie. A középiskolai felvételi vizsga egy matematika és egy magyar nyelvi feladatlapból áll, amelyeknek a tanulóknak a megoldására 45-45 perc áll rendelkezésre. Hogyha valakinek súlyos betegség vagy halaszhatatlan családi problémák miatt nincs lehetősége részt venni a felvételin, a pótfelvételi vizsgán még egy orvos által kiállított bizonylattal részt vehet. A lapok 10-10 feladatból állnak, amelyek általában egyre nehezednek. A magyar nyelvi feladatsor főként az általános nyelvtani illetve szövegértési ismeretekre koncentrál, míg a matematikai feladatlap a logikus gondolkodásra és a válaszhoz való eljutás minél egyszerűbb menetére összpontosít. A magyar nyelvű feladatlap utolsó feladata mindig egy fogalmazás, amelyben a tanulónak véleményét kell megfogalmaznia valamiről, vagy esetleg egy történetet kell kitalálnia. Ezt a fogalmazást szubjektíven lehet pontozni, de általában a külalakra, a kivitelezésre és magát az érvelést értékelik. A matematika feladatlapban néhány feladatnál le kell vezetni a számítást és indokolni kell a diákoknak a döntéseiket. A pontszámok néhány héten belül megtekinthetőek az iskolákban, de az Oktatási Központ oldalán már a felvételi napján délután 2 órától elérhetőek a feladatlapok megoldásai.

## A felvételi vizsga a felsőoktatásban
A felvételi vizsga fogalma felsőoktatáshoz igen szorosan kapcsolódik, azonban a felvételi eljárásokban betöltött szerepe az egyes oktatási szinteken más és más, emellett a 2000-es években történetileg is érdemben változott (pl. az érettségihez való viszonyában), ezért érdemes a témát a 2006 óta bevezetett rendszerben meglévő oktatási szinteken tárgyalni.

### Alapképzés és egységes, osztatlan képzés

#### Felsőoktatási felvételi a korábbi évtizedekben
A korábbi évtizedekben a Magyarországon felsőoktatásban a – mai fogalmaink szerinti osztatlan képzésben – általában felvételi vizsga határozta meg a képzésbe felveendők körét. Ez alól volt néhány kivétel, például olyan szakirányú tanulmányi versenyek győztesei esetében, amely versenyeknél a győztesek/helyezettek jogszabály alapján mentesültek a vizsga alól; esetükben a felvételi vizsgát felvételi beszélgetés helyettesítette.
A felvételi formáját az adott szak jellege határozta meg. Elég tipikus volt a kombinált írásbeli és szóbeli vizsga, néhány területen vagy szaktárgyból pedig csak egyik vagy másik. Technikumból vagy szakközépiskolából érkező jelölt esetén bizonyos szakterületeken lehetőség volt szakirányú tárgyból felvételizni, ez esetben leginkább szóbeli vizsgára volt lehetőség.
A felvételi vizsga írásbeli része számos tárgy (pl. biológia, matematika, fizika, kémia) esetében ún. központi közös érettségi-felvételi vizsga keretében zajlott, melynek feladatait központilag írták elő, és a javításhoz, értékeléshez is központilag írtak elő javítókulcsot. A központi felvételi iránti társadalmi érdeklődést mutatja, hogy egy időszakban a napközben lezajlott felvételik feladatainak megoldásait a Magyar Televízióban a kora esti órákban sugárzott műsorban mutatták be.
A szóbeli rész felvételi vizsgabizottságok előtt, a megcélzott intézményben történt. A vizsgabizottságok összetételét az adott intézmény határozta meg, a tipikus létszám 4-6 fő volt: az elnök a megcélzott szakterület professzora vagy docense volt, ehhez jött a két tárgyból egy-egy kérdező (szintén gyakran docens, vagy adjunktusi szintű személy) és a hallgatói képviselet részéről egy fő. A rendszerváltás előtt a bizottságok összetételébe a szakmai megfontolások mellett a politika is beleszólt: gyakran pártképviselőknek is helyet kellett biztosítani, illetve a hallgatói képviseletet 1985 előtt a KISZ által delegált személy biztosította.
1983 előtt az ún. 20 pontos rendszer működött, 1983-ban vezették be az ún. 120 pontos rendszert.

##### A 120 pontos rendszer
A 120 pontos rendszerben (eredeti formában) a pontok fele úgynevezett hozott pont volt (a középiskolában elért jegyek adták), míg a másik 60 pont a felvételi vizsgán két-két tárgyból írásbeli és szóbeli vizsgánkénti maximálisan 15-15 pontból (ún. szerzett pontok) adódott.
A középiskolák osztályozási szokásai közötti különbségek csökkentésére bevezették, hogy 50-nél több szerzett pont esetén kérhető volt a szerzett pontok duplázása, ha ez előnyös volt a felvételizőnek.

#### A mai helyzet: felvételi vizsga helyett felvételi eljárás
A mai helyzetben felvételi vizsga helyett felvételi eljárásról beszélhetünk, melynek általában a – klasszikus értelemben vett – felvételi vizsga nem része.
A felvételi eljárásban pontszámítás képezi a felvételről szóló döntés alapját. A pontszámítás jelenleg a 500 pontos rendszeren alapul. Ezen rendszer bevezetése előtt néhány évig érvényben volt az un. 480 pontos rendszer, amelyet a 120 pontos rendszer utódjának tekinthető. A 480 pont a 120 pont négyszerese, ám a többletpontok rendszere újra lett gondolva.

##### Az összpontszám számítása az 500 pontos rendszerben
A legmagasabb elérhető pontszám 500 pont. Nem vehető fel az a tanuló, akinek a tanulmányi és az érettségi pontjainak, illetve az emelt szintű érettségiért kapott többletpontjainak összege nem éri el a 240-et.
A felvételi pontszám számításának két módja van, ezek közül mindig azt alkalmazzák, amelynek használatával a felvételizőnek több pontja lesz:
- a tanulmányi pontok, az érettségi pontok és a többletpontok összege
- az érettségi pontok kétszeresének és a többletpontoknak az összege

| Tanulmányi pontok | Érettségi pontok                                                               | Többletpontok |
| --- | ------------------------------------------------------------------------------ | --- |
| A tanulmányi pontok az alábbiak összegeként állnak elő: - Öt tantárgy (magyar nyelv és irodalom, matematika, történelem, választott idegen nyelv, választott tárgy) utolsó két év végi érdemjegyének összegének kétszerese. Ez legfeljebb 2 * 2 * 5 * 5 = 100 pont. - Öt tantárgy (magyar nyelv és irodalom, matematika, történelem, választott idegen nyelv, választott tárgy) százalékos érettségi eredményének átlaga (legfeljebb 100 pont). A választott tárgyaknak nem kell megegyezniük az év végi eredmények alapján történő számítás során választott tárgyakkal. | Ez a szakasz egyelőre üres vagy erősen hiányos . Segíts te is a kibővítésében! | Többletpont kapható: - emelt szintű érettségiért (50 pont) - nyelvvizsgáért (középfokú (B2): 28 pont, felsőfokú (C1): 40 pont), összesen legfeljebb 40 pont. - sporteredményért - tanulmányi versenyeken elért (pl. OKTV, OMTV) helyezésért - hátrányos szociális helyzetért - fogyatékért - gyermeknevelésért Összesen legfeljebb 100 többletpont kapható. |
| | Ez a szakasz egyelőre üres vagy erősen hiányos. Segíts te is a kibővítésében!  | |

### Doktori képzés
A doktori képzésbe való felvételnek Magyarországon feltétele a felvételi vizsga, melyet a doktori iskola által kinevezett vizsgabizottság bonyolít le. A vizsga konkrét lefolyását nagy mértékben a doktori iskola saját szabályai, az intézmény tradíciói határozzák meg. Általánosságban elmondható, hogy a felvételi vizsga szóbeli, és formájában és a kérdések tekintetében általában viszonylag kötetlen. A bizottságnak elsősorban azt kell vizsgálnia, hogy jelölt rendelkezik-e a szakterület magas szintű műveléséhez szükséges ismeretekkel és készségekkel, továbbá azt, hogy várhatóan képes lesz-e a doktori cselekményben előírt tevékenységek (doktori szigorlat letétele, disszertáció megírása és megvédése) sikeres végrehajtására. Emellett igyekeznek vizsgálni azt is, hogy a jelölt gondolkodása mennyire önálló és illeszkedik-e a szakterület által elvárt igényekhez, illetve hogy a jelölt által vázolt terv és elképzelt módszertan a szakma állása alapján várhatóan eredményes lesz-e.